# Джамузовци
Джаму́зовци (болг. Джамузовци) — село в Болгарии. Находится в Софийской области, входит в общину Ихтиман. Население по последней переписи — 0 человек (2021).

## История
По первым трём после обретения Болгарией независимости переписям (1880, 1887 и 1892 годов) село было учтено как махала Джамузовци общины Вакарел Самоковской околии округа София, считавшаяся частью села Вакарел. По переписи 1900 года в махале было 23 здания. По переписям 1905 и 1910 годов — 27 зданий.
По переписи 1920 года в махале (по-прежнему считавшейся частью села Вакарел) было 31 здание и 32 домохозяйства. По переписи 1926 года в махале, уже считавшейся частью села Богдановци общины Богдановци околии Ихтиман Софийского округа — 31 домохозяйство в 32 жилых зданиях. В 1934 году — махала, часть села Богдановци общины Вакарел Ихтиманской околии Софийской области, в которой по переписи было 31 домохозяйство в 34 жилых зданиях.
С 1949 года — в составе общины Вакарел Ихтиманской околии Софийского округа (в 1955—1958 годах в общине Богдановци). В 1959 году околии были ликвидированы, и община Вакарел вошла в состав непосредственно Софийского округа. С декабря 1978 года махала в составе общины Ихтиман. В 1995 году получила статус села.
С 1987 года — в Софийской области.

## Население
| 1900 | 1905 | 1910 | 1920 | 1926 | 1934 | 1946 | 1956 | 1965 | 1975 | 1985 | 1992 | 2001 | 2011 | 2021 |
| ---- | ---- | ---- | ---- | ---- | ---- | ---- | ---- | ---- | ---- | ---- | ---- | ---- | ---- | ---- |
| 125  | 132  | 142  | 139  | 187  | 172  | 146  | 116  | 35   | 20   | 7    | 21   | 18   | 8    | 0    |

В 2011 году из 8 жителей 3 имели начальное, 2 — основное и 3 — среднее образование.

### Национальный состав
В течение трёх переписей 1900—1910 годов все переписанные были болгарами. В 2011 году — также все болгары.

### Возрастно-половой состав
По переписи 2011 года в селе проживало 8 человек (4 мужчины и 4 женщины), по переписи 2021 года — без жителей.
| Мужчин | Возраст | Женщин |
| ------ | ------- | ------ |
| 0      | 85+     | 2      |
| 1      | 80—84   | 0      |
| 1      | 75—79   | 1      |
| 0      | 70—74   | 0      |
| 1      | 65—69   | 0      |
| 0      | 60—64   | 1      |
| 1      | 55—59   | 0      |
| 0      | 50—54   | 0      |
| 0      | 45—49   | 0      |
| 0      | 40—44   | 0      |
| 0      | 35—39   | 0      |
| 0      | 30—34   | 0      |
| 0      | 25—29   | 0      |
| 0      | 20—24   | 0      |
| 0      | 15—19   | 0      |
| 0      | 10—14   | 0      |
| 0      | 5—9     | 0      |
| 0      | 0—4     | 0      |

## Политическая ситуация
Село Джамузовци подчиняется непосредственно общине и не имеет своего кмета. Кмет (мэр) общины Ихтиман — Калоян Ангелов Илиев (ГЕРБ).

## Достопримечательности
К северу от села расположена часовня Святого Духа, построенная на месте старой разрушенной часовни.